# James King (tenor)
James King (Dodge City, Kansas, 22 de maig, 1925 - Naples (Forida), 20 de novembre, 2005), va ser un tenor d'òpera estatunidenc que va tenir una activa carrera internacional com a cantant en òperes i concerts des de la dècada de 1950 fins al 2000. Considerat un dels millors tenors d'òpera estatunidencs de la postguerra, va destacar en les interpretacions de les obres de Richard Wagner i Richard Strauss.
King va fer diverses gravacions durant la seva carrera, la més destacada de les quals va cantar el paper de Siegmund a Die Walküre per a la famosa gravació de Sir Georg Solti del Cicle de l'L'anell dels Nibelungs de Wagner. Va ser membre de les facultats de cant de la Universitat de Missouri-Kansas City i de la Jacobs School of Music de la Universitat d'Indiana.

## Biografia
King va néixer de pare irlandès i mare de llinatge alemany. A la seva joventut va cantar activament en cors d'església i va estudiar violí. Va obtenir una llicenciatura en música a la Universitat Estatal de Louisiana el 1949, on es va formar per ser baríton amb Dallas Draper. Després va cursar un màster en interpretació vocal a la Universitat de Missouri-Kansas City (UMKC). Després es va incorporar a la facultat de cant de la UMKC, on va ensenyar durant nou anys i va començar a actuar en concerts i òperes com a baríton.
El 1956, King es va adonar personalment que, de fet, era un tenor i no un baríton. Va començar a reeducar la seva veu amb el baríton francès Martial Singher i, més tard, amb el tenor alemany Max Lorenz per tal d'aconseguir aquest objectiu. El 1960 va començar la seva carrera com a tenor com a artista resident a la Saint Louis Municipal Opera. La seva última interpretació d'un paper de baríton va ser per al seu debut amb la San Francisco Opera com a Escamillo a Carmen amb Marilyn Horne en el paper principal el maig de 1961.
El 1961, King va guanyar les American Opera Auditions a Cincinnati, el premi de les quals li va permetre continuar estudis a Itàlia i debutar en l'òpera europea amb el seu primer paper de tenor, Cavaradossi a Tosca de Puccini, al "Teatro della Pergola". Aviat li van oferir contractes amb importants teatres d'òpera europeus, com ara la "Deutsche Oper Berlin" (1962), el Festival de Salzburg (1962), l'Òpera Estatal de Viena (1963), el Festival de Bayreuth (1965) i La Scala (1968).
King va fer el seu debut a la Metropolitan Opera (Met) el 8 de gener de 1966, com Florestan a Fidelio. Durant els següents 30 anys, hi va cantar 113 actuacions. Els seus altres papers al Met inclouen l'Emperador a Die Frau ohne Schatten; Egist a Elektra; Calaf a Turandot; Lohengrin; Don José en Carmen; Erik a Der fliegende Holländer; Siegmund a Die Walküre; Bacchus a Ariadna auf Naxos; Cavaradossi a Tosca; Walther a Die Meistersinger; el capità Vere a Billy Budd; i el tambor major a Wozzeck. La seva última aparició va ser el 27 d'abril de 1996, cantant Walther al final de Die Meistersinger per concloure la James Levine Gala.
Més tard, King va ser professor de música i veu a la "Jacobs School of Music" de la Universitat d'Indiana (IU) des del 1984 fins a la seva jubilació de l'ensenyament el 2002. La seva última actuació va ser l'any 2000 com a Siegmund a la IU.
King va morir el 20 de novembre de 2005 d'un atac de cor a Naples, Florida.